# Lucid Dreams
"Lucid Dreams" egy amerikai rapper Juice WRLD által készített zeneszám. Grade A Productions and Interscope Records hivatalosan kiadta 2018. május 11-én, a Goodbye & Good Riddance album egy single dalaként, miután korábban már ki lett adva 2017. júniusában a SoundCloud-on. Nick Mira készítette, 74-ként debütált a Billboard Hot 100-on, végül a 2. helyet sikerült elérnie. 2 milliárd streamelés felett jár csak az Egyesült Államokban, ezzel az egyik leghallgatottabb zeneszám az egész világon.

## Háttérsztori
Juice elmondta, hogy egyféle "terápiaként" akar szolgálni ezzel a számmal azoknak akik párkapcsolati problémákkal küzdenek.
Először 2017 júniusában adták ki SoundCloud-on Juice egyik EP-jén, a 999-on. Végül 2,5 millió megtekintést szerzett magának, ezért kiadták a számot hivatalosan is, 2018. május 4-én.

## Zenei videó
Cole Bennett által készített hivatalos videoklip, 2018. május 14-én lett kiadva. A zenei videó jelenleg több mint, 547 millió megtekintésnél jár.

## Eladások
| Ország                           | Lemezek     | Eladások  |
| -------------------------------- | ----------- | --------- |
| Ausztrália (ARIA)                | 4x Platinum | 280 000   |
| Belgium (BEA)                    | Gold        | 20 000    |
| Kanada (Music Canada)            | 5x Platinum | 400 000   |
| Dánia (IFPI Denmark)             | Platnium    | 90 000    |
| Franciaország (SNEP)             | Gold        | 100 000   |
| Olaszország (FIM))               | Platinum    | 50 000    |
| Új-Zéland (RMNZ)                 | 2x Platinum | 60 000    |
| Portugália (AFP)                 | 3x Platinum | 60 000    |
| Spanyolország (PROMUSICAE)       | Gold        | 20 000    |
| Svédország (GL))                 | Platinum    | 8 000 000 |
| Egyesült Királyság (BPI)         | 2x Platinum | 1 200 000 |
| Amerikai Egyesült Államok (RIAA) | 8x Platinum | 8 000 000 |